# Gaëlle Potel
Gaëlle Potel, née le 20 mai 1972, est une judokate française.

## Biographie
Aux Championnats d'Europe par équipes de judo, elle est médaillée d'or en 1993, 1996 et 1998. Au niveau national, elle est sacrée championne de France des plus de 72 kg en 1996 et des plus de 78 kg en 2001.